# استان هاوت اوگوئه
استان هاوت اوگوئه (به لاتین: Haut-Ogooué Province) یک منطقهٔ مسکونی در گابن است که در گابن واقع شده‌است. استان هاوت اوگوئه ۳۶٬۵۴۷ کیلومتر مربع مساحت و ۲۵۰٬۷۹۹ نفر جمعیت دارد.